# Кетлін Кеннеді Кавендіш
Кетлін Агнес Кеннеді, у шлюбі Кавендіш, маркіза Гартінгтон (англ. Kathleen Agnes Cavendish, англ. Kennedy; 20 лютого 1920 — 13 травня 1948), також відома як «Кік» Кеннеді — американська світська левиця та аристократка, волонтерка Червоного Хреста у Другій світовій війні.

## Життєпис
Народилася на Білз-стріт, 83 у Брукліні, штат Массачусетс, 20 лютого 1920 року. Була четвертою дитиною та другою донькою Джозефа П. Кеннеді-старшого та Роуз Фіцджеральд. Кетлін була особливо близька з старшим братом Джоном Ф. Кеннеді, відомим як «Джек». Її братами і сестрами були Джозеф молодший, Розмарі, Юніс, Патриція, Роберт, Джин і Тед.
Здобула освіту в сільській школі Рівердейл у районі Рівердейл у Бронксі, Нью-Йорк. Також відвідувала Норотонський монастир Святого Серця в Норотоні, штат Коннектикут, і монастир Святого Немовляти в Нейї, Франція. Хоча доньки Кеннеді не виховувалися з політичними амбіціями, як їхні брати, вони, тим не менш, мали багато можливостей завдяки потужним фінансовим і політичним зв’язкам і впливу батька. Особливо коли президент Франклін Рузвельт призначив Джозефа послом США у Сполученому Королівстві Великої Британії в 1938 році.
У дитинстві Кетлін була дуже спортивною і грала у футбол з братами. Її оптимізм і гарний настрій приветали численних залицяльників. Деякі з них були найближчими друзями Джона. Коли Кетлін відвідувала сільську школу Рівердейл, її мати не схвалювала чоловічої уваги і відправила її до жіночого Норотонського монастиря Святого Серця. Згодом Кетлін почала зустрічатися і мала перші серйозні стосунки з Пітером Грейсом, спадкоємцем W. R. Grace and Company.
Під час перебування батька на посаді посла у Великій Британії Кетлін Кеннеді здобула освіту в Лондоні у Королівському коледжі та швидко завела широке коло знайомств, як серед чоловіків, так і серед жінок, у британському вищому суспільстві. Вона зустрічалася з Девідом Рокфеллером і була оголошена «дебютанткою 1938 року» англійськими ЗМІ, коли дебютувала на балу королеви Шарлотти.
Після вторгнення Німеччини в Польщу та початку Другої світової війни у вересні 1939 року Кеннеді, яка мешкала в сімейному будинку на півдні Франції, була змушена переїхати до Великої Британії зі своєю подругою Джейні Кеньон Слейні. Сім'я Кеннеді, щоб врятувати Джозефа і доньку Розмарі, повернулася в США. Кеннеді, яка дуже полюбила Велику Британію та численних друзів, яких вона знайшла за два роки перебування там, звернулася до батьків із проханням залишитися в Лондоні попри на майбутню небезпеку. Однак батько був проти, і вона поїхала до США на початку осені 1939 року.
Після повернення в США Кеннеді деякий час навчалася в школі Фінча, а потім відвідувала комерційний коледж Флориди. Крім навчання, вона також почала волонтерську роботу в Американському Червоному Хресті. У 1941 році вона вирішила залишити школу і почала працювати науковою співробітницею Френка Волдропа, виконавчого редактора Washington Times-Herald.
У 1943 році, шукаючи можливість повернутися до Великої Британії, Кеннеді записалася працювати в центр для військовослужбовців, створений Червоним Хрестом. Під час перебування в Великій Британії, як до, так і під час війни, вона ставала все більш незалежною від сім’ї та римо-католицької церкви, до якої вони належали. У цей час у Кеннеді почала стосунки з політиком Вільямом Кавендішем, маркізом Гартінгтоном, старшим сином і спадкоємцем 10-го герцога Девонширського. Вони познайомилися та почали дружити, коли Кеннеді переїхала до Великої Британії, в той час як її батька призначили послом США. Попри заборону матері, Кеннеді та лорд Гартінгтон возз'єдналися після її повернення до Великої Британії. Мати не визнавала їх стосунки, оскільки розуміла, що їхній шлюб порушить канони римо-католицької церкви, дозволяючи дітям Кетлін виховуватися в Церкві Англії (Англіканське співтовариство), а не в Римо-Католицькій Церкві. Мати намагалася маніпулювати їхніми стосунками, тримаючи Кетлін подалі від Гартінгтона та відкладаючи можливе весілля. Незважаючи на це, Кетлін Кеннеді одружилася з Гартінгтоном 6 травня 1944 року. 
Старший брат Кетлін Джозеф П. Кеннеді-молодший, офіцер ВМС США, з яким вона зблизилася протягом останнього року його життя, коли він служив у Великій Британії, був єдиним членом родини, присутнім на церемонії. Її другий старший брат Джон все ще був госпіталізований через поранення спини, отримане на торпедному патрульному катері PT-109 у південній частині Тихого океану, а молодший брат Роберт Ф. Кеннеді проходив військову підготовку. 12 серпня 1944 року Джо-молодший загинув, коли його літак вибухнув над Ла-Маншем під час надсекретного бомбардування Європи.
Кетлін провела з чоловіком разом менше 5 тижнів після весілля, перш ніж він вирушив воювати до Франції. Через 4 місяці після весілля та менше ніж через місяць після вбивства Джо-молодшого Гартінгтон був убитий снайпером під час бою з німцями в Бельгії. Його молодший брат лорд Ендрю Кавендіш, який одружився з Деборою Мітфорд, одній із сестер Мітфорд, став спадкоємцем герцогства, оскільки Вільям Гартінгтон не залишив спадкоємця.
Кеннеді, яка була популярною в лондонському світському колі, зрештою зав'язала відносини з 8-м графом Фіцвільямом, який розлучався зі своєю дружиною. Мати вчергове висловила своє несхвалення залицяльнику доньки та попередила ту, що вона буде позбавлена фінансів, якщо одружиться з Фіцвільямом. У травні 1948 року Кеннеді дізналася, що її батько їде до Парижа. Намагаючись отримати його згоду на свій шлюб з Фіцвільямом, вона вирішила полетіти до Парижа, щоб зустрітися з батьком.
13 травня 1948 року леді Гартінгтон і лорд Фіцвільям летіли з Парижа відпочивати на Французьку Рив'єру на борту de Havilland DH.104 Dove. Приблизно через годину після початку польоту радіозв’язок із літаком було втрачено, коли він увійшов у регіон поблизу Відня. Четверо пасажирів літака витримали 20 хвилин сильної турбулентності. Поштовх від турбулентності в поєднанні з раптовою зміною напрямку вирвав одне з крил літака, за ним обидва двигуни і, згодом, хвіст. Через декілька секунд фюзеляж літака врізався в землю, зупинившись носом в ущелині після зіткнення на плато дю Куарон поблизу Сен-Бозиля, Ардеш, Франція. Леді Гартінгтон загинула на місці разом з лордом Фіцвільямом та пілотом. 
Кетлін Кеннеді поховали у родинному склепі родини Кавендіш, за межами Чатсворту, Велика Британія. Її батько був єдиним членом родини, присутнім на її на похороні.